# Parasyrisca turkenica
Parasyrisca turkenica Ovtsharenko, Platnick & Marusik, 1995 è un ragno appartenente alla famiglia Gnaphosidae.

## Etimologia
Il nome della specie richiama la nazione di rinvenimento degli esemplari: la Turchia, (turken = turco); in aggiunta il suffisso -ica che, a detta del descrittore, è un'arbitraria combinazione di lettere.

## Caratteristiche
L'olotipo maschile rinvenuto ha lunghezza totale è di 8,25mm; la lunghezza del cefalotorace è di 3,30mm; e la larghezza è di 2,55mm.

## Distribuzione
La specie è stata reperita nella Turchia sudorientale: l'olotipo maschile è stato rinvenuto poco a nord del monte Halanduran Dag, nei pressi di Başkale, località a sud del lago Van.

## Tassonomia
Al 2015 non sono note sottospecie e dal 1995 non sono stati esaminati nuovi esemplari.